# Organizarea administrativă a Ucrainei
Ucraina (în ucraineană Україна) este un stat unitar a cărui prim nivel de subdivizare administrativ-teritorială e format din 27 de entități: 24 de regiuni, o republică autonomă (RA Crimeea) și 2 orașe cu statut special (Kiev și Sevastopol). Din februarie-martie 2014, Ucraina nu mai controlează Republica Autonomă Crimeea, ca urmare a anexării acesteia de către Federația Rusă.
Regiunile și republica autonomă sunt divizate în 490 de raioane și 176 de orașe cu subordonare regională sau republicană – acestea constituind al doilea nivel al împărțirii administrative. Cel de-al treilea nivel este compus din orașe mici și toate localitățile rurale.

## Structură
În prezent structura sistemului de subdivizare administrativ-teritorială a Ucrainei este după cum urmează:
- Nivelul întâi:

— regiuni (în ucraineană область)
— republica autonomă (în ucraineană автономна республіка)
— orașe cu statut special (în ucraineană містo зі спеціальним статусом)
- Nivelul doi (de bază):

— raioane (în ucraineană район)
— orașe de subordonare regională (în ucraineană містo обласного підпорядкування) și orașe de subordonare republicană (în ucraineană містo республіканського підпорядкування)
- Nivelul trei (primar):

— orașe de însemnătate raională (în ucraineană містo районного значення), multe dintre care se subordonează consiliilor orășenești (în ucraineană міська рада) ale orașelor de însemnătate regională
— așezări de tip urban (în ucraineană селище міського типу)
— „selișce” (~sate mai mari) (în ucraineană селище; în rusă посёлок, posiolok)
— sate (în ucraineană село)
Raioanele orașelor (în ucraineană міський район) sunt unități teritoriale care nu dispun de propriile organe de conducere.

## Unități administrativ-teritoriale
La 1 ianuarie 2014 numărul de unități administrativ-teritoriale din Ucraina era de (în paranteze numărul de la 1 ianuarie 2013):
- raioane — 490;
- raioane (aka districte/sectoare) ale orașelor — 111;
- localități — 29 742 (la 1 ianuarie 2013 —  29 786), dintre care:
  - așezări rurale — 28 397 (la 1 ianuarie 2013 —  28 441; la 1 ianuarie 2012 —  28 454, dintre care: „sate mari” (în ucr.: селище, în rusă: посёлок) — 1266; sate — 27 188);
  - așezări urbane — 1345, dintre care:
    - „așezări de tip urban” – (în ucr.: селище міського типу) — 885;
    - orașe — 460, dintre care:
      - orașe cu statut special — 2;
      - orașe de însemnătate regională și republicană — 180 (la 1 ianuarie 2013 —  178);
- consilii sătești (sau comune) — 10 279 (la 1 ianuarie 2012 — 10 278).

## Alte diviziuni

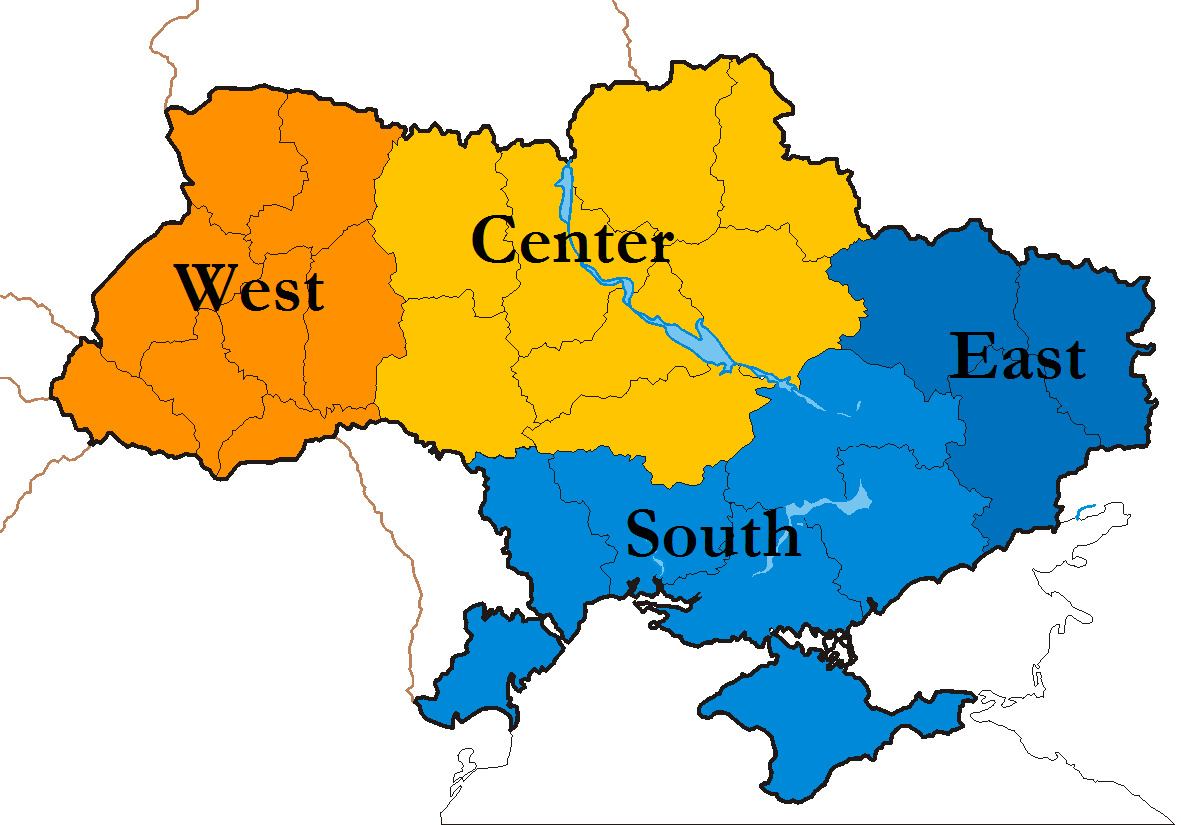
O împărțire geografică comună a Ucrainei, folosită de Institutul Internațional de Sociologie de la Kiev

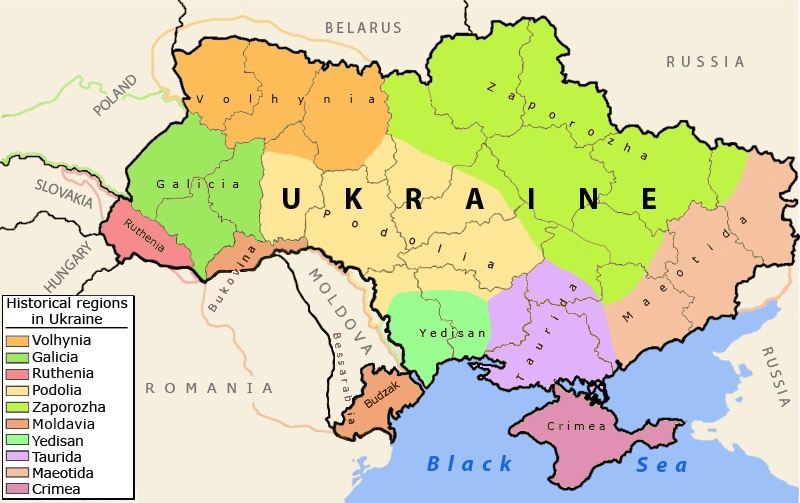
Regiunile istorice ale Ucrainei actuale

Înafară de diviziunile administrative, diviziuni geografice sunt folosite deseori în diverse scopuri. Astfel, în din punct de vedere geografic Ucraina este împărțită între 4 și 6 regiuni geografice: Ucraina de Vest, Ucraina de Est, Ucraina de Sud, Ucraina Centrală, Ucraina de Nord (ocazional) și Ucraina de Sud-Vest (mai rar).
În secolul al XIX-lea Ucraina la fel a fost împărțită în 3 guvernăminte generale ale Imperiului Rus (Guvernământul General Kiev, Guvernământul General Rusia Mică și Guvernământul General Rusia Nouă și Basarabia), în timp ce regiunea vestică a Ucrainei făcea parte din Austro-Ungaria.